# Björn Lundvall (jurist)
Knut Emanuel Björn Lundvall, född den 8 januari 1877 i Stavby församling, Uppsala län, död den 15 maj 1960 i Stockholm, var en svensk jurist.  
Lundvall avlade mogenhetsexamen i Uppsala 1895 och juris utriusque kandidatexamen vid Uppsala universitet 1902. Han var tillförordnad domhavande olika tider 1904–1907, tjänstgjorde i Svea hovrätt som fiskal och assessor 1908–1913 och blev hovrättsråd där 1916. Lundvall var tillförordnad revisionssekreterare 1913–1918, ordinarie 1918–1930, åter hovrättsråd i Svea hovrätt 1930–1942 och divisionsordförande 1935–1942. Han blev riddare av Nordstjärneorden 1919 och kommendör av andra klassen av samma orden 1931.